# Ana Plasencia
Ana Plasencia (Fráncfort del Meno, 19 de agosto de 1974) es una periodista alemana.
Hija de padres canarios, vivió algún tiempo en Santa Cruz de Tenerife; donde cursó en el Colegio Alemán del lugar. En 1992 se mudó a Berlín donde estudió Periodismo y Filología Hispánica.
En 1997 comenzó a trabajar en la DW-TV en español como anunciadora de la información meteorológica del Journal en español. Después presentó el Journal en su totalidad y más tarde se concentró en la actualidad deportiva. Desde mayo del 2000 es conductora de la sección económica del Journal. Aparte de trabajar en la DW-TV, es moderadora del programa Umschau de la MDR. Umschau es difundido también por la ARD.
Ocasionalmente realiza reportajes, como la serie de informes grabados en el 2003 en cada uno de los diez nuevos países miembros de la Unión Europea.
Ana Plasencia también trabajó en otras estaciones de TV, como Sat.1 y N24.